# 褐黄扁魟
褐黄扁魟（学名：Urolophus aurantiacus）为燕𫚉目扁魟科扁魟屬的鱼类。分布于日本、韩国以及东海、台湾沿海等海域。该物种的模式产地在日本西南沿海。